# بريجفيو (إلينوي)
بريجفيو (بالإنجليزية: Bridgeview)‏ هي قرية تقع في الولايات المتحدة في مقاطعة كوك، إلينوي. يقدر عدد سكانها بـ 16,446 نسمة .